# Sabana templada del sureste de Australia

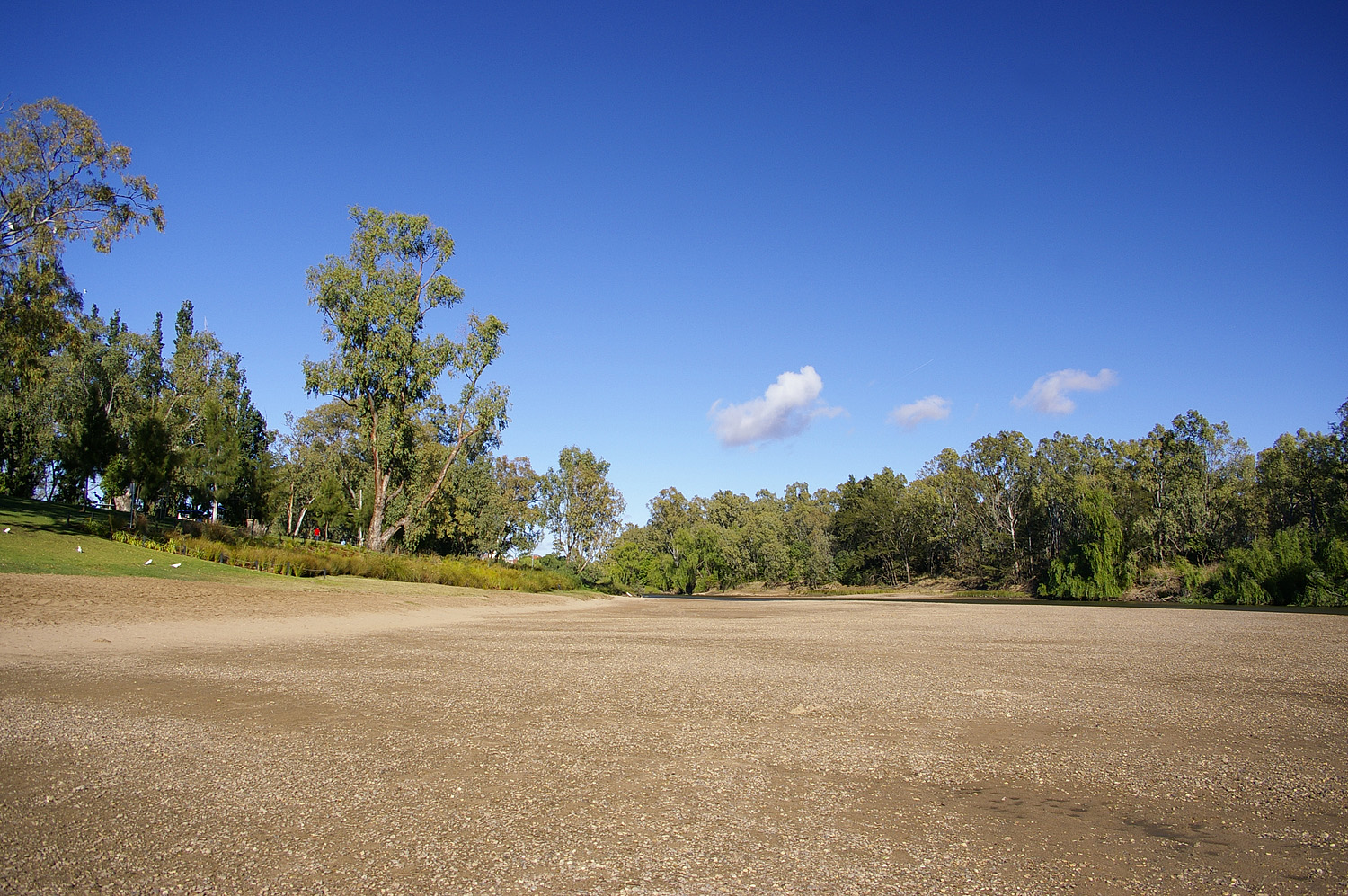
Un ejemplo de pradera templada en Wagga Wagga con árboles y arbustos dispersos.

La ecorregión de sabana templada del sureste de Australia es una gran área de pastizales salpicada de eucaliptos que se extiende de norte a sur a través del centro de Nueva Gales del Sur, Australia.
En Australia, la región se conoce o corresponde a Grey Box Grassy Woodlands y Derived Native Grasslands of South-Eastern Australia, que se describen como "bosques de gramíneas de boj gris y pastizales autóctonos derivados del sureste de Australia".

## Ubicación y descripción
Se trata de una zona seca de colinas bajas y valles, cuya parte meridional es la llanura de cultivo de trigo conocida como Riverina y la parte septentrional son colinas bajas y llanuras utilizadas principalmente para el pastoreo de ovejas que se extienden hacia el norte hasta las llanuras de la cuenca del río Darling y la frontera entre Nueva Gales del Sur y Queensland. Los ríos de la sabana son el Murray y el Murrumbidgee, en el sur, y el Darling, en el norte. Las precipitaciones son escasas e irregulares, de 300 a 500 mm anuales, y van disminuyendo hacia el oeste, donde la vegetación se transforma en estepa arbustiva.
La mayor parte de la región presenta un clima semiárido, aunque pequeñas áreas en el este de la zona tienen un clima subtropical húmedo . La ecorregión definida por WWF incluye las regiones Darling Riverine Plains, Cobar Peneplain y Riverina IBRA, junto con la parte sur del Brigalow Belt South en Nueva Gales del Sur.

## Plantas
El clima seco sostiene arbustos resistentes y pastos salpicados con pequeños parches de árboles de eucalipto bimble box, grey box y coolibah que alguna vez cubrieron la mayor parte de esta parte de Australia. El área de Riverina más cercana a la costa contiene goma de río roja ( Eucalyptus camaldulensis ) y caja negra ( Eucalyptus largiflorens ).
El efecto del pastoreo masivo de ovejas en los pastizales fue dramático y fue observado por los colonos de las regiones de pastizales. El suelo original de los pastizales era blando y absorbía la lluvia con facilidad, pero el pastoreo intensivo y continuo provocó una secuencia de degradación que cambió la composición botánica de los pastizales autóctonos, que pasaron de ser ecosistemas regulados por grandes gramíneas perennes como Themeda triandra (hierba canguro) a otros con abundantes gramíneas autóctonas tolerantes a las perturbaciones, como Rytidosperma spp.

## Fauna
Estos pastizales son el límite occidental para gran parte de la vida silvestre que vive aquí, ya que más al oeste se encuentra el desierto. La vida silvestre de la sabana incluye mamíferos como el marsupial kultarr parecido a un ratón ( Antechinomys laniger ), el quoll tigre ( Dasyurus maculatus ) y el wallaby de roca de cola de cepillo ( Petrogale penicillata ). El bandicut barrado occidental ( Perameles bougainville fasciata ) y el walabí de bridas que una vez vivieron aquí ahora se presumen extintos en Nueva Gales del Sur.
Las aves incluyen el zarapito de arbusto ( Burhinus grallarius ), en peligro de extinción, el loro soberbio ( Polytelis swainsonii ), el azor rojo ( Erythrotriorchis radiatus ), el malleefowl ( Leipoa ocellata ) y el torillo australiano ( Pedionomus torquatus ), y los reptiles incluyen un eslizón en peligro de extinción, Anomalopus mackayi . Las praderas de Riverina albergan aves como el pato pecoso, y poblaciones invernantes de loro vencejo ( Lathamus discolor ).

## Amenazas y preservación
La conservación activa de los hábitats es necesaria porque gran parte de la sabana se ha convertido en pastizales o trigales. Esto es especialmente cierto en Riverina, donde la mayor parte se ha talado para plantar trigo, un proceso que continúa, mientras que los pastizales son vulnerables al sobrepastoreo y los ríos, como el Murray y el Murrumbidgee, se agotan al ser fuentes de agua para grandes proyectos de regadío. A medida que se desbroza la tierra, se convierte en hábitat de especies invasoras como el pájaro minero ruidoso (Manorina melanophrys) y el cuervo australiano (Corvus coronoides).

## Áreas protegidas
Una evaluación de 2017 identificó 15 778 km² de áreas protegidas, excluyendo la parte sur de la ecorregión Brigalow Belt. Las áreas protegidas en la porción Brigalow Belt de la ecorregión incluyen los parques y reservas en el bosque Pilliga y los escarpados afloramientos volcánicos del parque nacional Warrumbungle. Otras áreas protegidas incluyen el parque nacional Barmah, el parque nacional Gundabooka, el parque nacional Murrumbidgee Valley, el parque nacional Oolambeyan y el parque nacional Willandra. Hay pequeñas áreas de parques en otros lugares y planes para crear más, pero no hay grandes áreas de sabana original bajo protección. 